# Hesycha cribripennis
Hesycha cribripennis là một loài bọ cánh cứng trong họ Cerambycidae.